# Caças de terceira geração

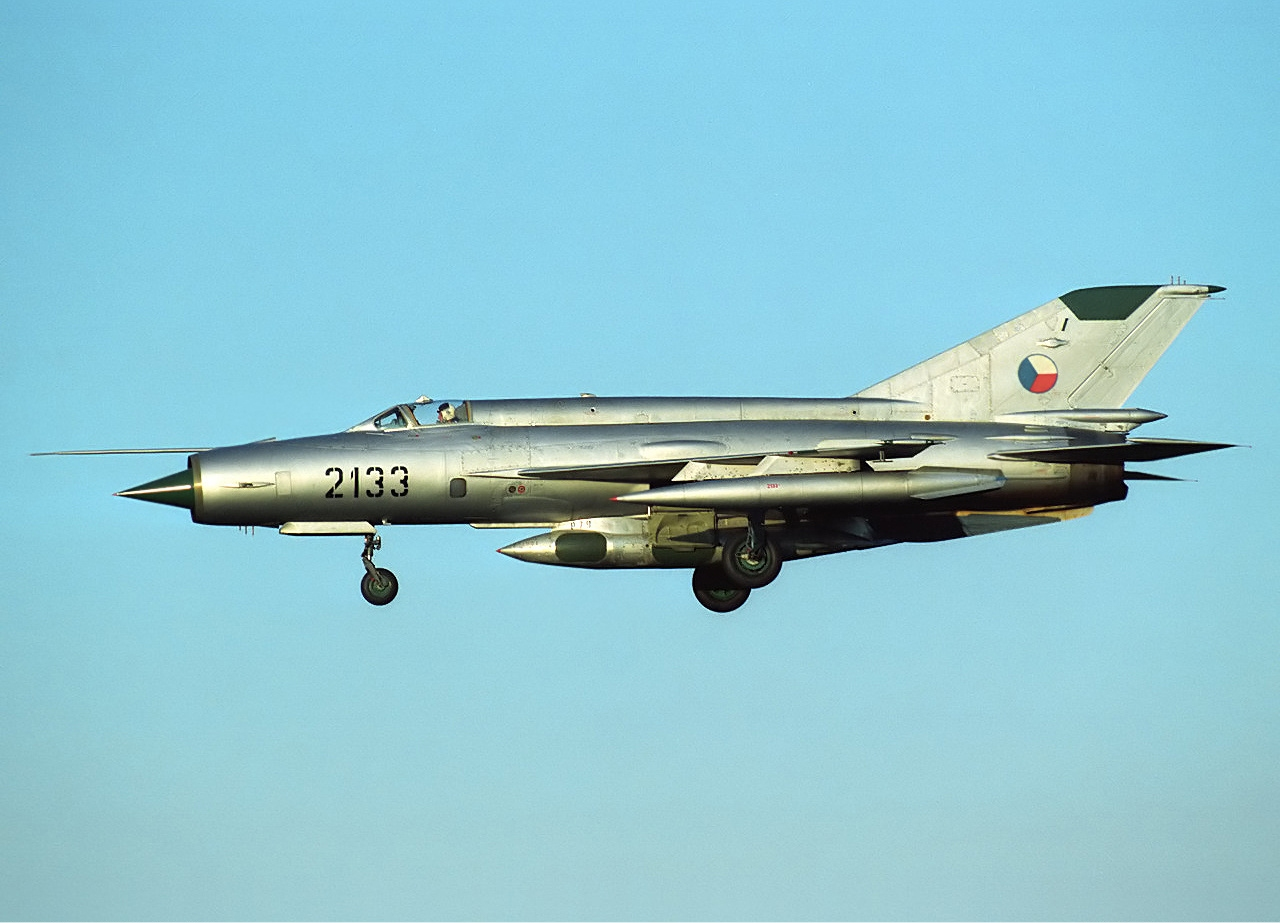
MiG-21, o mais produzido caça de terceira geração

Caças de terceira geração era a classe dos lutadores desenvolvidos entre os anos 1960 aos anos 1970. A terceira geração testemunhou a maturação contínua de inovações dos caças de segunda geração, mas é mais marcada por ênfases renovadas na manobrabilidade e capacidades tradicionais de ataque ao solo. Ao longo da década de 1960, o aumento da experiência de combate com mísseis guiados demonstraram que o combate seria devolvido em estreitas batalhas de cães. Os aviônicos analógicos começaram a ser introduzidos, substituindo a instrumentação mais antiga da cabina do piloto do "calibre de vapor". Aperfeiçoamentos para melhorar o desempenho aerodinâmico foram aplicados nos caças de terceira geração.

## Aeronaves de terceira geração
- Suécia
  - Saab Viggen
- Estados Unidos
  - F-4 Phantom II
  - Northrop F-5E Tiger II
- França
  - Dassault Mirage F1
  - Dassault-Breguet Super Étendard
- Israel
  - IAI Kfir
- Japão
  - Mitsubishi F-1
- África do Sul
  - Atlas Cheetah
- União Soviética
  - Mikoyan-Gurevich MiG-21 (Últimas versões)
  - Mikoyan-Gurevich MiG-23
  - Mikoyan-Gurevich MiG-25
  - Sukhoi Su-15
  - Sukhoi Su-17
  - Tupolev Tu-28
- China
  - Chengdu J-7 (em inglês)
  - Shenyang J-8 (em inglês)